# Stor-Ulvån

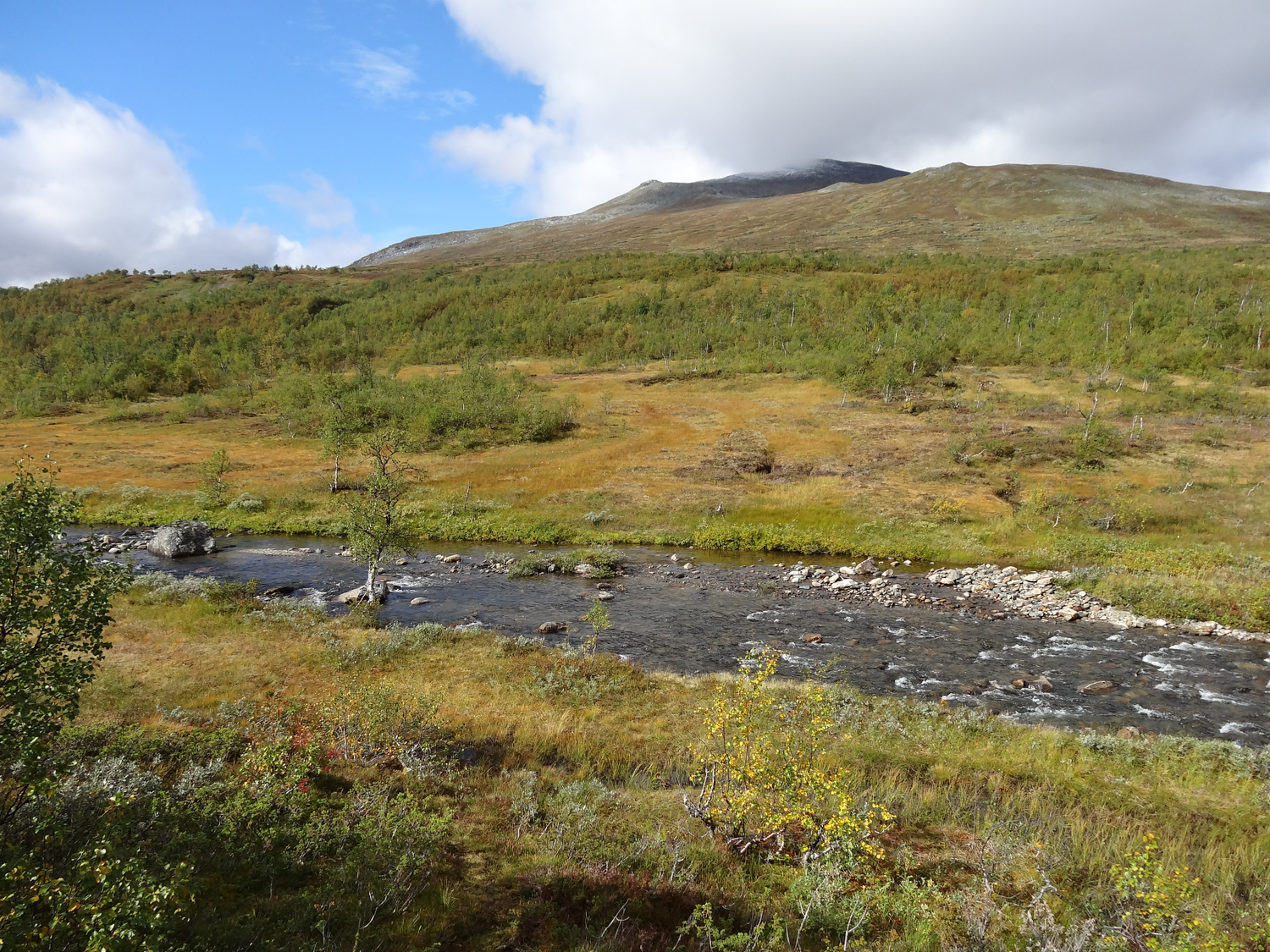
Stor-Ulvån med fjället Getryggen bakom

Stor-Ulvån är en ca 6 km lång å i västra Jämtland. Ån rinner från Ulvåtjärnen österut förbi Storulvåns fjällstation och mynnar i Handölan.